# Raph' et Potétoz
Raph' et Potétoz est une bande dessinée créée par Yomgui Dumont pour Okapi et dont le premier tome sort en album chez Glénat en 2007.

## Publication
La série, créée par Yomgui Dumont en 2003, est initialement publiée dans Okapi, magazine français pour la jeunesse. L'héroïne fait sa première apparition dans le no 748 d' Okapi et apparaît régulièrement dans les pages du magazine pour illustrer un dossier ou des jeux. Son chien Potétoz, qui ne portait pas encore son nom, apparaît quant à lui pour la première fois dans un hors-série d' Okapi, spécial Polar, en juillet 2003 pour illustrer un test.
En 2007 sort la première compilation des planches publiées dans le magazine sous la forme d'un album édité par les éditions Glénat dans la collection Tchô ! (autour de Titeuf).

## Scénario
La famille de Raph' débarque à Cambrousson, à la campagne. L'opposition entre les personnages urbains et leur nouveau contexte rural provoque de nombreuses situations cocasses.
Raph' est l'heureuse maîtresse d'un chien à la race indéterminée, Potétoz, être doué de parole qui multiplie les bourdes ou les remarques déplacées. Il est un peu la conscience de Raph', tel un Jimini cricket un peu gaffeur.
Au fil des tomes, le rapport campagne/ville a tendance à disparaître, Raph' et son chien évoluant alors dans un contexte collège/famille plus classique : les profs, les copains, la vie d'ado...

## Personnages principaux
- Raph' (diminutif de Raphaëlle) : l'héroïne de la BD. Elle est très gourmande, gentille et a peur que Potétoz fasse une bêtise. Un peu garçon manquée, elle aime le skate, les films d'horreur, les jeux vidéo, la bande dessinée, la musique qui va vite, la malbouffe... Elle joue de la guitare électrique.
- Potétoz : le chien de Raph. Un peu crétin, il adore les tacos et il est un obsédé: dès qu'il voit une jolie chienne, il en tombe amoureux.
- Lison : la meilleure amie de Raph, avec qui elle partage presque les mêmes goûts avec un tendance un peu geek littéraire.
- Sammy : un ami de Raph. Il est amoureux d'elle.
- Gaspard : un autre ami de Raph, très gourmand lui aussi.
- Pauline : une autre bonne copine de Raph', plus girly.
- Max : le grand frère de Raph. Il se disputent parfois.
- Le père : toujours enthousiaste, un peu décalé, il travaille à la maison et reste proche de ses enfants même s'il est souvent à côté de la plaque.

## Personnages secondaires
- Djo : un nouvel élève arrivant dans le tome 4, Raph tombe amoureux de lui.
- La CPE : un personnage sévère. Elle crie souvent sur Raph à cause de ses retards et elle est têtue.
- Le principal : ce personnage est sourd.
- Les jeunes du VVF : (uniquement dans le tome 2). Ils sont avec Raph, Potétoz et Max pendant les vacances au bungalow.
- Richard Patisson : (uniquement dans le tome 4). Il fait des concerts et il est très bronzé. Raph et Lison sont leurs plus grands fans.
- Les frères Bouvin : ce sont les racketteurs du collège, ils sont forts mais crétins.
- Mamichèle et Papicha : les grands-parents maternelles de Raph'.

## Albums
- Tome 1 : C'est pas moi c'est lui (2007)
- Tome 2 : En plein dans le zen (2008)
- Tome 3 : Maximum bueno (2009)
- Tome 4 : Faut que ça pète (2011)
- Tome 5 : Chien mais chiant (2013)
- Tome 6 : Écran total (2016)